# Umut Akkoyun
Umut Akkoyun (* 10. Juli 2000) ist ein türkischer Tennisspieler.

## Karriere
Akkoyun spielte ab 2019 erstmals regelmäßig Turniere der ITF Future Tour. Dabei konnte er im Einzel erst ein einziges Match gewinnen, wodurch er sich einen Punkt in der Weltrangliste erspielen und auf Platz 2005 platzieren konnte. Im Doppel ist er erfolgreicher. Er erreichte ab 2019 fünf Finals auf Futures und konnte einen Titel gewinnen. Meistens ist dabei Mert Naci Türker sein Doppelpartner. Mit ihm kam er 2021 in Antalya auch zu seinem ersten Einsatz auf der ATP Tour, als sie eine Wildcard der Turnierverantwortlichen zugesprochen bekamen. Sie unterlagen in dem Match gegen Andre Begemann und Nikolos Bassilaschwili in zwei Sätzen glatt. Akkoyun konnte sich kurz darauf mit Platz 669 auf sein Karrierehoch im Doppel schieben.